# Ana Fabricia Córdoba
Ana Fabricia Córdoba (1960-7 de junio de 2011) fue una activista defensora de Derechos Humanos, y líder social colombiana.

## Biografía
Nació en Urabá, Antioquia, estudio hasta tercer año de bachillerato, e hizo algunos cursos de DDHH durante su actividad como Defensora de Derechos Humanos y Líder de Colombianas y Colombianos por la Paz. 
Sus abuelos y sus papás llegaron deTibú, Norte de Santander, a Urabá, huyendo de la violencia política y en busca de una vida mejor, En los años 80, un hermano llegó a ser Concejal de Apartadó por el partido político Unión Patriótica y esto convirtió a su familia en blanco de persecución política.
Huyó de Apartadó, Antioquia, en el año 2000 y desde que llegó a la zona nororiental de la ciudad de Medellín,  se integró a diversos grupos comunitarios y organizaciones no gubernamentales como la ONG Organización Líderes Adelante por un Tejido Humano de Paz (Latepaz), la Ruta Pacífica de las Mujeres, y la Mesa Interbarrial de Desconectados. Había sufrido los atropellos de la violencia paramilitar. Fue acosada por el Bloque Bananero de las AUC Autodefensas Unidas de Colombia y obligada a salir del Urabá Antioqueño después de la muerte violenta de su esposo y de uno de sus hijos en 1995.
En el año 2004, a raíz de las persecuciones de las que fue objeto, fue víctima de un montaje judicial, como supuesta colaboradora de la guerrilla de las FARC-EP y como consecuencia de ello, estuvo dos meses privada de la libertad en la cárcel El Buen Pastor, siendo finalmente absuelta de los cargos. Ya en Medellín, en condición de desplazada, se instaló con sus hijos en diversos barrios periféricos. Por su condición de liderazgo, que chocaba con las pretensiones de los grupos armados ilegales barriales, se vio obligada a cambiar frecuentemente de residencia. Su último refugio fue en el barrio La Cruz en la comuna 3, en Medellín.
En 2008, fue Fundadora de la Organización Líderes Adelante por un Tejido Humano de Paz (LATEPAZ), que acompaña a víctimas del conflicto armado, y era una reconocida integrante de la Ruta Pacífica de las Mujeres, una iniciativa femenina que busca la solución negociada al conflicto armado en Colombia. Comenzó a hablar por ella y por las otras mujeres también desplazadas, por madres de hijos muertos, desaparecidos o perseguidos, por las bandas que reinan en los barrios donde el control lo tienen las armas. Su voz se hizo oír en defensa de la calidad de vida de los desplazados, y del grupo Mujeres Aventureras Gestoras de Derechos, se capacitó en cursos de derechos humanos, denunciaba los atropellos que sufrían los desplazados.
A finales del año 2009 fue acreedora de un Subsidio de vivienda por ser madre cabeza de familia desplazada y adquirió una vivienda en el barrio Popular de la comuna uno de la ciudad de Medellín.
El 7 de julio de 2010 fue asesinado su hijo Jonatan Arley Ospina de 19 años de edad . Había denunciado amenazas contra su vida ante la Mesa Metropolitana de Derechos Humanos, el Gobierno Nacional, Departamental y local, la Fiscalía, la Personería y otros organismos de seguridad. Sin embargo, no se hizo nada para proteger su vida, según un documento emitido por el Comité impulsor de las Mesas de Derechos Humanos, Corpades y la Corporación Nueva gente, entre otros organismos de derechos humanos.

## Asesinato
Asesinada en junio de 2011, con su muerte, se renueva el debate sobre la protección a todos aquellos defensores de derechos humanos, hombres y mujeres líderes de desplazados o reclamantes de tierras y activistas sociales, frente a las actuales condiciones de inseguridad que afrontan en Colombia.
Su vida fue resaltada como ejemplo de lucha por los desplazados. Se le reconoció su condición de mujer, como luchadora incansable y tenaz. . Antes de morir, Ana Fabricia Córdoba expresó que querían acabar con su familia. Ahora, de los siete parientes que eran, solo están vivas dos mujeres.
En 2011, tras la muerte de Ana Fabricia Córdoba, la Corporación Jurídica LIbertad, señaló que “Ana Fabricia después del asesinato de su hijo decidió luchar de manera frontal para que los crímenes de sus hijos no quedaran en la impunidad. Pero fue a partir de este momento que empezó a recibir amenazas constantes que la llevaron a buscar dónde dormir cada noche”. Igualmente la sede regional de la Comisión Nacional de Reparación y Reconciliación (CNRR) a través de un comunicado rechazó este homicidio y solicitó a las autoridades competentes “el esclarecimiento de este delito y que se lleve a juicio a los responsables de este lamentable hecho”. A Ana Fabricia Córdoba le tocaron todas las violencias: fue desterrada, vio morir a su esposo por los paramilitares y a sus hijos en las calles de Medellín. Hasta que un hombre le disparó y segó también su vida. Aún su crimen sigue impune.
Human Rights Watch HRW, en el informe llamado "El riesgo de volver a casa. Violencia y amenazas contra desplazados que reclaman restitución de sus tierras en Colombia", HRW constató que el accionar de los grupos paramilitares así como "la falta de Justicia", impiden que se aplique con éxito la Ley de Víctimas y Restitución de Tierras.
En febrero de 2014, tres años después de su muerte, otro de sus hijos, Carlos Arturo Ospina de 22 años, fue asesinado en Medellín.
La propuesta de Cátedra Popular Afrodescendiente ‘’Ana Fabricia Córdoba’’, se inició a desarrollar en el año 2015, en homenaje a la líder afrodescendiente. Hasta el momento se han desarrollado un conjunto de cátedras de ciudad, coloquios en universidades, materiales educativos, libros, documentales, filminutos y variedad de contenidos digitales sobre los temas que componen el proceso.
En el año 2016 se aprobó en Colombia la Ley de Víctimas y Restitución de Tierras. Esta ley constituye un hito en la defensa y garantía de los derechos humanos en Colombia, que se ciñe a los estándares internacionales y que además expresa la voluntad de una sociedad que se congregó para debatir y concertar una ley incluyente, viable y responsable. No obstante, el principal desafío para el gobierno Colombiano será proteger y garantizar efectivamente los derechos de las víctimas y, por supuesto, el primero y fundamental: el derecho a la vida.